# Oronzo Andriani
Oronzo Andriani (Brindisi, 20 maggio 1878 – Milano, 16 marzo 1931) è stato un generale e aviatore italiano, veterano della prima guerra mondiale, dove fu comandante dell'aeronautica della 3ª Armata, e nel 1918 dell'aeronautica interalleata presente sul fronte italiano. Decorato della Croce di Cavaliere dell'Ordine Militare di Savoia, di due Medaglie di bronzo e della Croce di guerra al valor militare, e della Croce al merito di guerra. Primo aviatore italiano a raggiungere il grado di generale.

## Biografia
Nacque a Brindisi il 20 maggio 1878, figlio di Pasquale e Concetta Zaccaria. Al termine della Scuola militare della Nunziatella si arruolò nel Regio Esercito, iniziando a frequentare la Regia Accademia Militare di Fanteria e Cavalleria di Modena da cui uscì nel 1898 con il grado di sottotenente assegnato all'arma di fanteria, corpo dei bersaglieri. Tenente nel 1901, in forza al 12º Reggimento bersaglieri, appassionatosi al mondo dell'aviazione frequentò la Scuola di volo di Malpensa, entrando nel Battaglione aviatori nel gennaio 1912, e venendo promosso capitano nel settembre dello stesso anno. Divenuto comandante della scuola di volo della Malpensa, curò l'addestramento di numerosissimi piloti. Dopo l'entrata in guerra  del Regno d'Italia, avvenuta il 24 maggio 1915, si trovava al comando della 6ª Squadriglia di stanza sul campo d'aviazione di Udine-Campoformido. a disposizione del comando della 2ª Armata.
Nel febbraio 1916 assume il comando della 5ª Squadriglia Caproni, mantenendolo fino al 30 maggio successivo. Promosso maggiore, assunse il comando I Gruppo di stanza sul campo d'aviazione di Santa Maria la Longa. Promosso tenente colonnello per meriti di guerra nel 1917, assunse il comando dell'aeronautica della 3ª Armata del generale Emanuele Filiberto Duca d'Aosta, avendo in quel periodo alle sue dipendenze numerosi piloti, tra i quali Francesco Baracca e Gabriele D'Annunzio. Nell'ultimo periodo del conflitto fu comandante dell'aeronautica interalleata presente sul fronte italiano. Al termine della guerra risultava insignito della Croce di Cavaliere dell'Ordine militare di Savoia e di due Medaglie di bronzo al valor militare.
Congedatosi alla fine del conflitto, nel dopoguerra fu organizzatore della Mostra Aeronautica di Taliedo, tenutasi nel 1919, e ricoprì un alto incarico in seno alla Lega Aerea Nazionale. Per qualche anno fu Presidente dell'Associazione Nazionale Piloti Aeronauti.
Rientrato in servizio attivo con la costituzione del governo nazionale, entrò nella neocostituita Regia Aeronautica nel 1923, fu promosso colonnello nel 1924, assumendo il comando della 1ª Zona Aerea Territoriale di Milano. Promosso generale di brigata aerea nel 1925, fu organizzatore dell'edizione della Coppa Schneider del 1927, congedandosi in quello stesso anno. Fu tra i fondatori della Società Aerea Mediterranea, di cui ricoprì la carica di Consigliere Delegato, poi confluita nell'Ala Littoria. Si spense a Milano il 16 marzo 1931.

### Annotazioni
1. ↑  Si trattava dell'unica associazione professionale costituitasi nel primo dopoguerra per salvaguardare il patrimonio e gli interessi morali degli aviatori smobilitati.

### Fonti
1. 1 2 3 4 5  Mancini 1936, p. 39.
2. 1 2 3 4 5  Perri, Martinese 2017, p. 101.
3. ↑  Gentilli, Varriale 1999, pp. 59-60.
4. ↑  Fraschetti 1986, p. 65.
5. 1 2  Ufficio Storico dell'Aeronautica Militare 1969, p. 44.
6. 1 2  Mancini 1936, p. 40.
7. ↑   Sito web del Quirinale: dettaglio decorato, su quirinale.it.